# Anna Vjakhireva
Anna Viktorovna Vjakhireva (russisk: Анна Викторовна Вяхирева, født 13. marts 1995 i Volgograd, Rusland) er en kvindelig russisk håndboldspiller der spiller for den franske klub Brest Bretagne Handball og Ruslands kvindehåndboldlandshold.
Hun har tidligere spillet for Rostov-Don, Svesda Svenigorod og HK Astrakhanotjka.
Hun er lillesøster og klubkammerat til Polina Kusnetsova, der også har optrådt på det russiske landshold.
Hun meddelte ugen efter OL-turneringens afslutning, at hun tog en lang pause fra tophåndbolden, både på landsholds- og klubplan.

## Karriere

### Klubhold
Vjakhireva blev født i Volgograd, men hendes familie flyttede, kort tid efter, til Toljatti. Da Vjakhireva var omkring seks år gammel, begyndte hun at spille håndbold. I begyndelsen blev hun trænet af sin far, Viktor Vjakhirev, der omskolede hende til at spille med venstrehånd for at øge sine sportslige kompetencer.
Hun skrev i 2011, under med den russiske storklub Svesda Svenigorod. Med Svesda Svenigorod deltog hun ved EHF Cup Winners' Cup i 2011-12 og i EHF Champions League i 2012/13. I 2014 vandt hun den russiske pokalturnering med Svesda. Derefter skiftede hun til ligarivalerne fra HK Astrakhanotjka. Med Astrakhanotjka vandt hun det russiske mesterskab i 2016. I 2016 skiftede hun til den russiske ligaklbu Rostov-Don. Med Rostov-Don vandt hun EHF Cup i 2017 og det russiske mesterskab i 2017, 2018 og 2019. I 2019, nåede hun sammen med Rostov-Don frem til Champions League-finalen, mod ungarske Győri Audi ETO KC, men tabte med cifrene 24-25.

### Landshold
Hun har været en del af det russiske kvindehåndboldlandshold, siden 2013. Hun repræsenterede også det russiske ungdomslandshold, som hun vandt U/19-EM i 2013. Derudover blev hun kåret som turneringens bedste spiller. To år tidligere havde vundet hun U/17-EM med Rusland. Ved U/19-VM i 2014, blev hun valgt til All-star holdet. Ved de olympiske lege 2016 i Rio de Janeiro, vandt hun guld med Rusland og endnu engang kåret til turneringens bedste spiller. Hun vandt ligeledes sølv ved EM 2018 i Frankrig og blev hun igen kåret som EM's bedste spiller. Året efter vandt hun sin første VM-bronzemedalje ved VM 2019 i Japan.
Hun var også med til at vinde OL-sølv i håndbold for Rusland ved Sommer-OL 2020 i Tokyo, efter finalenederlag til Frankrig med cifrene 25–30.